# اندیس سنگ تزئینی (مرمریت) چغاسلمان
سنگ تزئینی (مرمریت) چغاسلمان یک اندیس مصالح ساختمانی است که در حوالی شهر سنقر استان کرمانشاه قرار دارد و مادهٔ معدنی موجود در آن، سنگ تزئینی است.سنگ میزبان این اندیس سنگ آهک است و دیرینگی آن به دوران ائوسن می‌رسد. 